# Phyllanthus liukiuensis
Phyllanthus liukiuensis là một loài thực vật có hoa trong họ Diệp hạ châu. Loài này được Matsum. ex Hayata miêu tả khoa học đầu tiên năm 1904.